# Finale
Finale — нотний редактор, створений компанією MakeMusic. Ця компанія виробляє також дешевші версії програми, що містять основні утілити — Finale NotePad, Printmusic та Allegro. Версії Finale Guitar та Finale Songwriter розраховані на спеціальні музичні цілі. Програма оновлювалась до 2024 року.

## Створення
Творцем першої версії — Finale 1.0 у 1988 році був американський програміст Phil Farrand. Після версії 3.7 розробники змінили спосіб нумерації і, починаючи з 1997 року, нові версії називають відповідно до року їх випуску.
Версія Finale 2006 включає бібліотеку семплів «Garritan Personal Orchestra», що значно поліпшує якість звучання програми.

## Можливості та оперування
Finale дозволяє створювати нотний текст у власному форматі з розширенням .mus, відтворювати його та записувати на аудіо CD. Окрім того є можливість експорту файлів у midi-формат та у графічний формат.
Основним елементом інтерфейсу програми є головна панель оперування (рос. Main Tool palette), на якій слід вибирати той чи інший інструмент для роботи над відповідним елементом партитури (наприклад, інструмент «Smart Shape» для роботи зі складними лінійними об'єктами, Staff tool — для введення нот на нотному стані і т. д.). Кожному з інструментів відповідає своє власне меню, доступне лише при активації даного інструменту. Такий інтерфейс є подібним до інтерфейсу програми Adobe Photoshop і суттєво відрізняється від контекстно-залежного інтерфейсу нотного редактору Sibelius.
Крім того, у порівнянні з Sibelius, програма має більше можливостей для оперування з новітнами або нетрадиційними формами запису. Зокрема, Finale дозволяє використати тональність зі 127(!) знаками альтерації (причому набір знаків може бути довільним), а як ноти — використовувати практично всі символи, які містить операційна система даного комп'ютера, а також має додатковий потужний засіб генерування графічних зображень — Редактор форм («ShapeDesigner»).

## Finale і видавництва
Finale використовують такі великі видавництва, як Hal Leonard Corporation, а також школи New England Conservatory, the Juilliard School, Millikin University, the Berklee College of Music та Lemmensinstituut.